# Daniel Cassany i Comas
Daniel Cassany i Comas (Vic, 1961) és professor titular d'Anàlisi del discurs de la Universitat Pompeu Fabra. És diplomat en Mestre de Català per la Universitat Autònoma de Barcelona, llicenciat amb grau en Filologia Catalana per la Universitat de Barcelona i doctor en Filosofia i Lletres i Ciències de l'Educació per la Universitat de Barcelona, especialitat en Didàctica de la Llengua i la Literatura.
Ha sigut professor de postgraus, màsters i doctorats en universitats espanyoles, europees, hispanoamericanes i japoneses i conferenciant invitat en diversos congressos internacionals.
Ha publicat més de dotze llibres sobre comunicació escrita, lingüística aplicada i ensenyament de llengües, en català, castellà i portuguès:
- Descriure escriure (1987)
- Correcció del treball escrit (1989)
- Ensenyar llengua (1993), amb Glòria Sanz i Marta Luna
- Reparar l'escriptura (1993)
- La cuina de l'escriptura (Les Naus d'Empúries, 1993) ISBN 84-7596-399-4
- Técnicas de expresión escrita (1993)
- Construir l'escriptura (1999)
- Recetas para escribir (1999)
- Rere les línies. Sobre la lectura contemporània (2006)
- Taller de textos: leer, escribir y comentar en el aula (2006)
- Esmolar l'eina. Guia de redacció per a professionals (2007)
- Prácticas letradas contemporáneas (2008)
- En_línia: llegir i escriure a la xarxa (2011)

També ha participat en altres llibres com a autor de capítols i ha escrit més de 100 articles per a butlletins especialitzats de recerca i congressos i seminaris, en català, castellà, portuguès i anglès.
A més, ha col·laborat amb els Ministeris d'Educació de Catalunya, Galícia, Espanya, Argentina, Xile i Mèxic en programes de promoció de la lectura i l'escriptura i de formació de professorat.
Els projectes de recerca que porta versen sobre l'anàlisi de la divulgació científica i la literacitat crítica i electrònica.